# Stasys Malkevičius
Stasys Malkevičius (* 17. März 1928  in Salagiris bei Panemunėlis, Rajongemeinde Rokiškis) ist ein litauischer Politiker.

## Leben
1952 absolvierte Malkevičius das Diplomstudium der Elektromechanik und promovierte am Kauno politechnikos institutas (KPI).
Von 1952 bis 1958 arbeitete er im Forschungsinstitut in Klaipėda als Konstruktor und Abteilungsleiter.
Von 1958 bis 1971 leitete er das Labor der Fischerei in Klaipėda.
Ab 1985 lehrte er als Dozent und war Leiter des Lehrstuhls an der Fakultät Klaipėda von KPI.
Ab 1990 war er Mitglied im Seimas.
Ab 1988 war er Mitglied von Sąjūdis, ab 1993 der Tėvynės sąjunga.